# 灵不缓
灵不缓（？—？），子姓，灵氏，名不缓，是宋文公之子子靈的后代。宋景公时，灵不缓担任左师。
宋景公时，皇缓、皇非我、皇怀、灵不缓、乐茷、乐朱鉏三族六个卿共同听取政事，通过大尹上达国君。大尹经常不向宋景公报告，而按照自己的意图假称君命发号施令，国人都厌恶他。司城乐茷想要除掉大尹，灵不缓说：“随他去，让他恶贯满盈吧。权势重却没有基础，能不失败吗？”
前469年十月初四，宋景公在游玩途中死去，皇非我与乐茷、门尹得、灵不缓谋划驅逐大尹，大尹侍奉宋公启逃亡楚国，于是立得为国君，乐氏、皇氏、灵氏盟誓三族共掌国政，绝不互相残害。